# Qin Shi Huangdi
Qin Shi Huangdi (259 aC - 210 aC) va ser el fundador de la dinastia Qin (秦朝) i el primer emperador de la Xina. El seu nom de jove era Zheng. Tots dos noms "Qin Shi Huangdi" (秦始皇帝) i "Qin Shi Huang" (秦始皇) figuren als Shiji (Documents històrics) escrit per Sima Qian.
Als 13 anys va heretar el regnat de Qin i a l'edat de 39 anys (221 aC) ja havia conquerit i unificat, per primer cop a la història, els diversos regnes combatents en un sol imperi. Un cop acabada la conquesta va engegar moltes reformes. Va unificar els sistemes de mesura i pes, va estandarditzar els caràcters usats en l'escriptura, va redistribuir les terres entre els camperols, va fer grans trasllats de població per a evitar revoltes, va fer construir la primera Gran Muralla. En definitiva va acabar amb el sistema feudal anterior i va crear les bases del sistema imperial que regiria la Xina durant 2.000 anys.
L'obra més gegantina que va emprendre va ser la construcció de la seva tomba, de la qual avui ens resta l'exèrcit de guerrers de terracota. L'esforç necessari per a tantes reformes i obres va fer que el poble es revoltés contra ell, acabant la dinastia Qin al caure ell i donant lloc a una nova dinastia, la dels Han.

## Controvèrsia sobre el naixement
Zheng va néixer a Handan (邯郸), la capital de l'estat enemic de Zhao. Era el fill de Zichu, un príncep de la casa reial de Qin que va ser un ostatge de l'estat de Zhao sota un acord entre els estats de Qin i Zhao. Zichu, posteriorment, després de diverses aventures, va poder tornar a l'estat de Qin amb l'ajuda d'un ric mercader anomenat Lu Buwei, i se les va arreglar per ascendir al tron de Qin, convertint Lu Buwei en el canceller, el primer ministre de Qin. Zichu és conegut pòstumament com el rei Zhuangxiang de Qin. Segons una història molt estesa, Zheng no era realment el fill de Zichu, sinó el fill del mercader Lu Buwei. Aquesta història va sorgir perquè la mare de Zheng havia estat originalment una concubina de Lu Buwei abans que aquest li oferís al seu bon amic Zichu poc abans del naixement de Zheng. Tanmateix, la història és dubtosa, ja que els confucians haurien trobat més fàcil denunciar a un governant producte d'un naixement il·legítim.
Un ric comerciant en l'estat de Han, anomenat Lu Buwei, es va reunir amb el mestre Yiren (公子异人). Les habilitats polítiques de Lu Buwei van ajudar Yiren Zhuangxiang a convertir-se en el rei de Qin. D'aquesta manera, el rei Zhuangxiang de Qin va ser un príncep de sang Qin, que va establir la seva residència a la cort de Zhao com a ostatge per garantir un armistici entre els dos estats.
Segons els registres del Shiji de Sima Qian, Zhao Zheng, el primer emperador, va néixer el 259 aC, i era el fill gran del rei Zhuangxiang de Qin. King Zhaoxiang va conèixer una concubina que pertanyia a Lu Buwei, i amb ella va tenir el fill que seria el primer emperador. En néixer, se li va donar el nom de Zheng (政). Com Zheng va néixer a Handan, capital de l'estat enemic de Zhao (赵), va rebre el nom de Zhao Zheng; els avantpassats Zhao Zheng es diu que provenen de la província de Gansu.
Segons el Shiji, durant la dinastia següent, obertament hostil a Qin Shi Huang, es deia que el primer emperador no era el fill real del rei Zhaoxiang. En el moment que Lu Buwei va presentar una ballarina, Zhao Ji (赵姬, o la concubina de Zhao), a Zhuangxiang, el futur rei de Qin, la noia era la concubina de Lu Buwei i ja estava embarassada. D'acord amb els textos traduïts de la publicació Annals de Lu Buwei, la dona va donar a llum al futur emperador a Handan l'any 259 aC, en el primer mes dels 48 anys del rei Zhaoxiang. Hi va haver una certa incoherència entre la data de naixement i la teoria que Lu Buwei era el veritable pare del primer emperador. Segons l'opinió d'alguns experts, la durada de l'embaràs va ser irregular, amb una durada d'un any complet, la qual cosa és impossible, d'acord amb la medicina moderna. La idea que l'emperador era un fill il·legítim s'afegia a l'opinió negativa que d'ell es va tenir en la major part dels últims 2000 anys. No obstant això, avui en dia existeix un gran escepticisme entre els estudiosos sobre aquestes informacions donades per Sima Qian. Els professors John Knoblock i Jeffrey Riegel, en la seva traducció dels Annals de primavera i tardor de Lu Buwei, consideren la història "manifestament falsa, destinada a difamar a Lu i posar en dubte el llinatge del primer emperador"."

## Ascens al poder

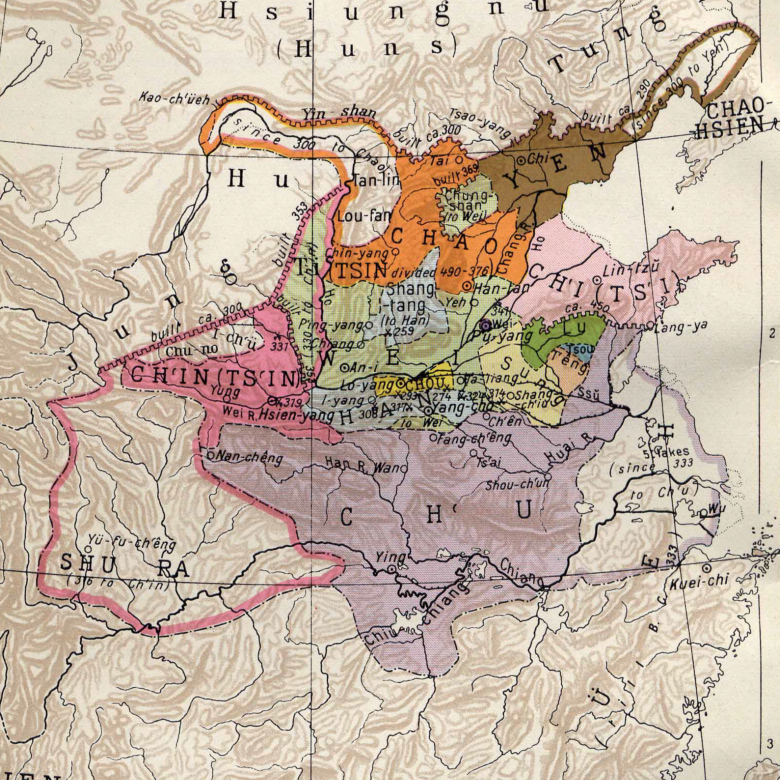
Els Regnes Combatents cap al 350 aC

En el moment del naixement del jove Zheng, la Xina estava dividida entre diversos estats feudals que estaven en guerra. Aquest període de la història Xina és denominat com el període dels Regnes Combatents. La lluita entre ells era extremadament ferotge, i cap al 260 aC només quedaven uns pocs regnes amb capacitat de lluita, ja que la resta havien estat conquerits i annexionats; de tots ell, l'Estat de Qin, on va néixer Zheng, era el més poderós. Estava governat sota la filosofia del legalisme i des dels seus inicis els afers militars eren una prioritat.
L'any 246 aC, quan el rei Zhuangxiang de Qin va morir després d'un breu regnat de només tres anys, va ser succeït al tron pel seu fill de 13 anys. En aquell moment, Zhao Zheng encara era jove, així que Lü Buwei va actuar com a primer ministre regent de l'estat de Qin, que encara estava fent la guerra contra els altres sis estats veïns. Va ser rei a l'empara d'un regent, Lü Buwei
Cheng Jiao, senyor de Chang'an i germà legítim de Zhao Zheng, quan aquest va heretar el tron es va rebel·lar a Tunliu i es va rendir a l'estat de Zhao. Daoxiang de Zhao li va concedir el territori de Rao però l'any 239 aC, les forces Qin van ocupar Rao i van matar Chengjiao juntament amb els seus servidors i familiars.
El 235 aC Zhao Zheng va assumir tot el poder després que Lü Buwei fos desterrat i es va suïcidar per la seva participació en un escàndol amb la reina vídua Zhao.

## Guerres d'unificació de Qin

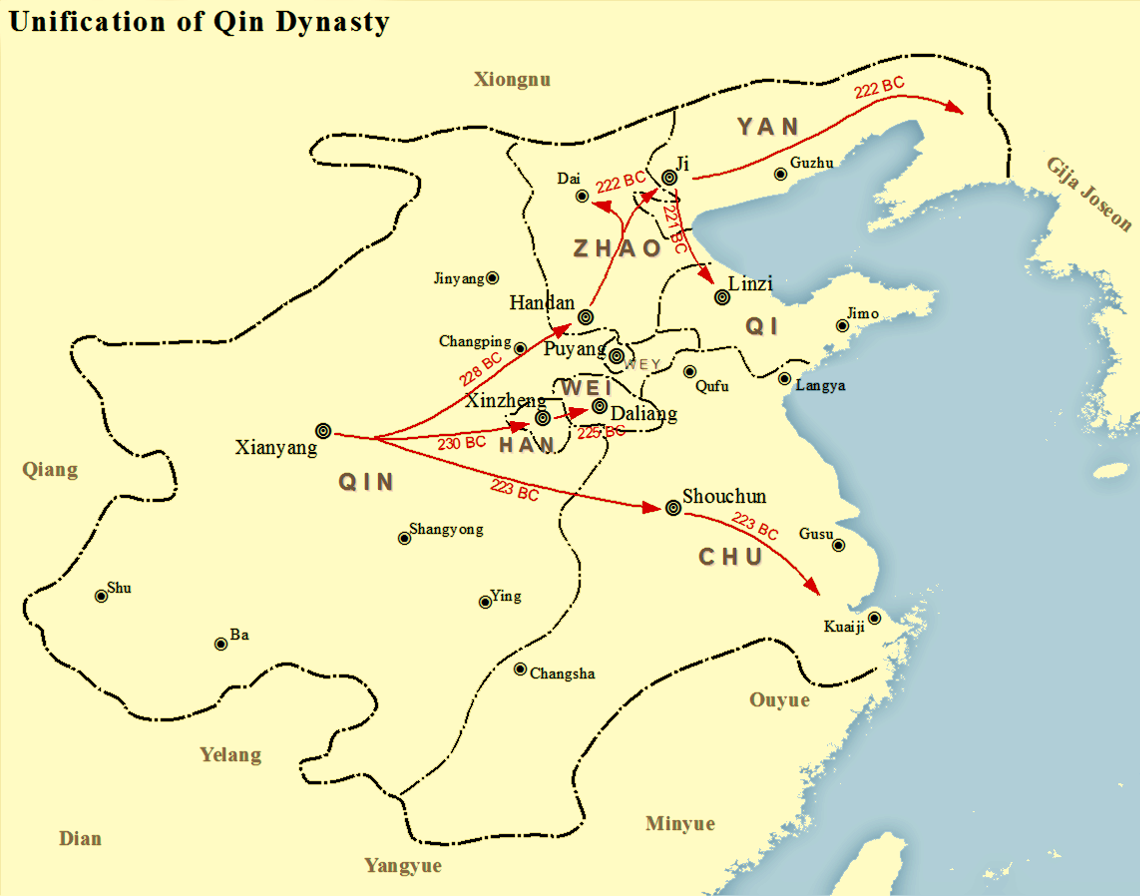
Guerres d'unificació de Qin

Qin Shi Huangdi va continuar amb la tradició d'atacar de manera tenaç i defensar els estats feudals, esquivant el famós intent d'assassinat del rei Jing Ke, en una sèrie de campanyes militars contra els altres estats: Han, el més petit dels set estats, va ser conquistat en 230 aC. El rei Wei Jia va rendir Wei a Qin en 225 aC després que el general Wang Ben desviés el riu Groc cap a Daliang, destruint la capital en una riuada,
El 228 aC va capturar al rei Youmiu de Zhao, conquerint l'estat, però el seu germanastre Jia va crear Dai dels romanents de l'estat. L'any 227 aC, amb les tropes Qin a la frontera de Yan després del col·lapse de Zhao, el príncep hereu Dan va enviar Jing Ke amb l'esperança d'acabar amb l'amenaça Qin però l'assassí va morir a Xianyang en l'intent a mans de Qin Shi Huangdi. Sorprès i enfurismat, el rei de Qin va demanar a Wang Jian que destruís Yan, que va aixafar l'exèrcit Yan i els reforços de Dai al riu Yi. Wang Jian i el seu fill Wang Ben van capturar la capital Ji en 226 aC i el rei Ji Xi va fugir a la península de Liaodong. Li Xin va perseguir els Yan en retirada fins al riu Yan, on va destruir la major part de l'exèrcit. Més tard, el rei Xi va ordenar l'execució del príncep hereu Dan i va enviar el cap del seu fill a Qin com a "apologia" per l'intent d'assassinat. Qin va acceptar la "disculpa" i no va atacar Yan durant els tres anys següents.
En 224 aC Wang Jian va atacar Chu amb 600.000 homes i va derrotar l'exèrcit Chu a Pingyu, ocupant les ciutats fins que en 223 aC va capturar al rei Fu Chu i acabant amb la seva independència. L'any 222 aC, Liaodong va caure també i Wang Ben va atacar Dai capturant Jia de Zhao en 222 aC, i des d'allà, derrotant l'últim estat xinès independent, l'estat de Qi l'any 221 aC. Llavors, en aquell mateix any, a l'edat de 38 anys, el rei de Qin es va proclamar com el primer emperador de la Xina. va assolir el control de tota la Xina. Els territoris annexionats per Qin van esdevenir la pàtria de la nació xinesa i van formar la base de la dinastia Qin.

## Emperador de la xina
Després de conquerir els altres sis regnes xinesos de Han, Zhao, Wei, Chu, Yan i Qi a les Guerres d'unificació de Qin, Qin Shi Huangdi va dirigir la seva atenció contra les tribus xiongnu del nord i l'oest i als pobles Yue del que ara és el sud de la Xina, l'emperador Qin Shi Huangdi va enviar cinc expedicions militars contra la regió des del 221 aC fins derrotar els Yue l'any 214 aC.

### Campanya contra els Xiongnu
Mentre la Xina s'unificava sota la dinastia Qin, els xiongnu van esdevenir una força a tenir en compte. Creient que els xiongnu eren una amenaça, ja que havien assaltat repetidament terres xineses abans, l'emperador Qin Shi Huangdi i el seu general Meng Tian van llançar un atac preventiu contra els xiongnu amb la intenció d'expandir el seu imperi i els va expulsar del desert de l'Ordos el 214 aC quan estaven governats pel chan-yu Touman. L'emperador  van unificar les muralles dels antics regnes i les van ampliar des del 215 aC creant la Gran Muralla Xinesa per protegir Xina dels nòmades, i a la regió es va establir l'agricultura, tanmateix, els camperols locals estaven descontents i més tard es van revoltar.

### Campanya contra els Baiyue

Màxima extensió de Qin, cap al 210 aC.

El 214 aC, Qin Shi Huangdi va assegurar les seves fronteres al nord amb uns 100.000 homes i va enviar la majoria de les seves tropes, uns 500.000 homes, a conquerir el territori al sud, que estava habitat pels pobles baiyue. Abans de les campanyes que van sotmetre els antics territoris Zhou, els baiyue havien aconseguit posseir gran part de Sichuan al sud-oest. L'exèrcit Qin no estava familiaritzat amb el terreny selvàtic i va ser derrotat per les tàctiques de guerrilla de les tribus del sud perdent més de 100.000 homes, però va aconseguir construir el canal de Lingqu per abastir i reforçar les seves tropes en un segon atac al sud. Aprofitant aquests guanys, els exèrcits Qin van conquerir les terres costaneres que envoltaven Guangzhou i van prendre les províncies de Fuzhou i Guilin. Després d'aquestes victòries al sud, Qin Shi Huang va traslladar més de 100.000 presoners i exiliats per colonitzar la zona recentment conquerida.

### Obra de govern
El 221 aC va ordenar cremar totes les obres escrites indesitjables però fent excepció dels llibres sobre medicina, agricultura i història.
Per evitar l'anarquia de l'anterior període dels Estats Combatents, Qin Shi Huang, amb el suport del seu primer ministre Li Si, abolí completament el feudalisme. El que van fer és dividir l'imperi en 36 províncies dirigides cadascuna per tres governadors: un civil, un altre militar, i un últim que feia de mitjancer entre els altres dos. Cadascun d'ells era nomenat per l'emperador i podia ser destituït per ell. El governador civil era traslladat a una nova província cada pocs anys per prevenir que acumulés massa poder.
Qin Shi Huang va ordenar a tots els antics membres de les cases reials dels estats conquerits que es traslladessin a Xiangyang (咸阳), la capital de Qin, en la qual és l'actual província de Shaanxi, per a ser mantinguts sota una estricta vigilància per tal de prevenir possibles activitats rebels.
Qin Shi Huang i Li Si van unificar la Xina també des del punt de vista econòmic, mitjançant l'estandardització dels pesos i les mesures, la moneda, el sistema legal i, fins i tot, regulà la longitud dels eixos dels carros perquè qualsevol vehicle pogués desplaçar-se sense problemes per les rutes de les noves carreteres. Però potser el més important de tot, va ser la unificació de l'escriptura xinesa. L'emperador també va desenvolupar una extensa xarxa de carreteres, i el Canal de Lingqu que connectaven les províncies, amb l'objectiu d'impulsar el comerç i fer possible els desplaçaments militars ràpids a les províncies que oposessin resistència.
El banliang va ser la primera moneda unificada de l'imperi xinès, introduïda per Qin Shi Huang al voltant del 210 aC. Era de forma rodona i hi tenia forat quadrat al centre, i en general eren d'una aleació de coure estany i plom extrets de les planes centrals. El banliang es corresponia a mitja unça, o dotze zhu. En general pesava entre deu i sis grams, corresponent-se aproximadament a l'estatera grega. La normalització monetària amb aquesta moneda rodona va ser part d'un pla més ampli per unificar els pesos, mesures o l'amplada de l'eix durant l'imperi Qin.
Un nou conjunt de 3300 caràcters xiǎozhuàn es van crear per estandarditzar i unificar l'escriptura dels diversos regnes en una de sola. El conjunt de caràcters va ser desenvolupat per Li Si, anomenat dels segells petits, basant-se en el conjunt de caràcters utilitzats a l'estat de Qin. Aquest nou conjunt s'establí com un sistema obligatori, desautoritzant tots els sistemes d'escriptures locals i altres caràcters que existien en diversos estats xinesos. Els edictes escrits amb aquest nou conjunt de caràcters van ser tallats en els murs de diferents muntanyes sagrades per tota la Xina, com els famosos edictes que es troben al mont Tai, per fer saber al Cel de la unificació de la terra sota un emperador, i també per propagar el nou conjunt de caràcters entre el poble.

### Mort i conseqüències a l'imperi

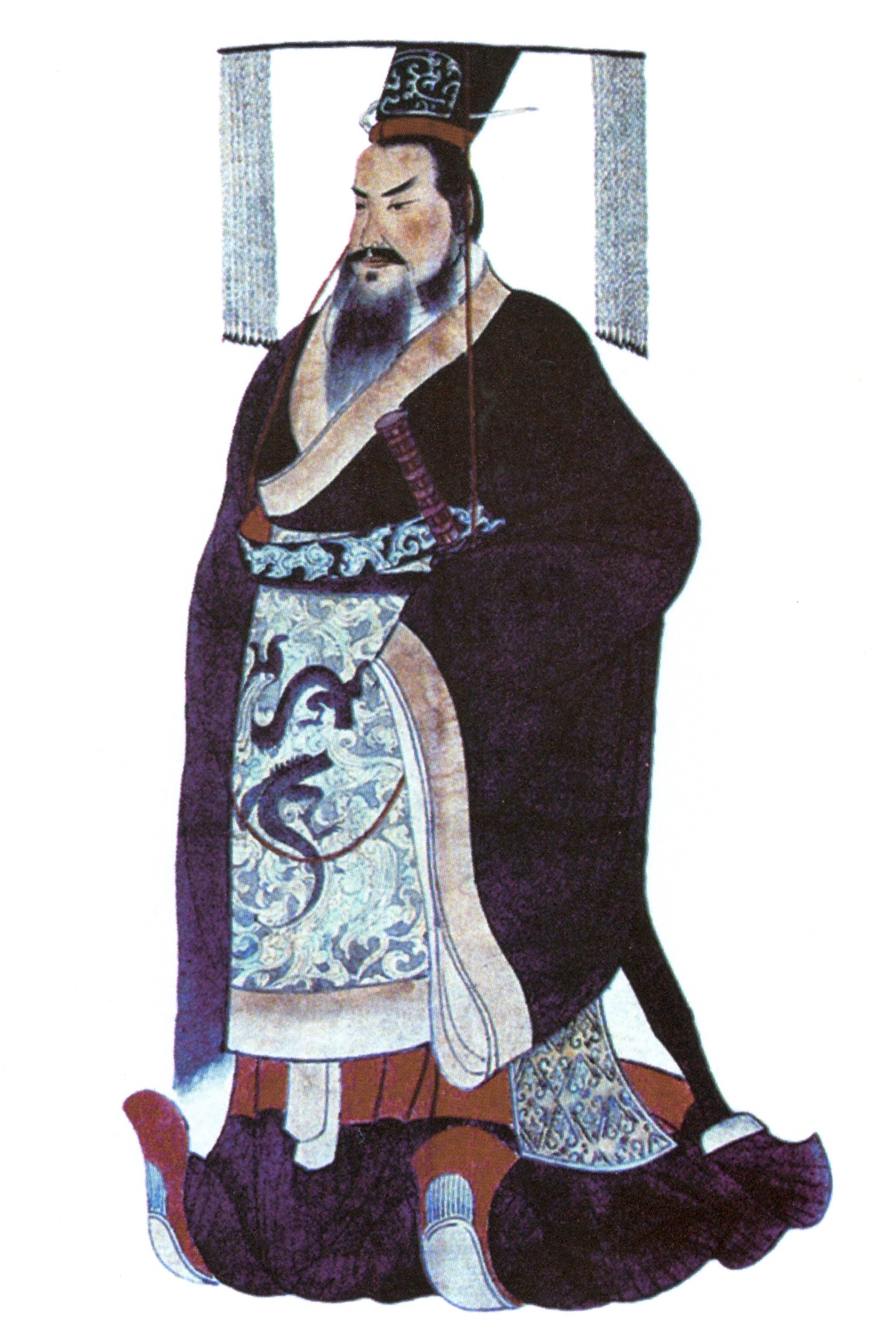
Qin Shi Huangdi

L'emperador va morir mentre es trobava fent un viatge per la Xina oriental, a la recerca de les llegendàries illes dels immortals (més enllà de la costa est) i cercant el secret de la vida eterna. Segons es conta va morir a causa d'un beuratge que contenia massa mercuri.
La seva mort va succeir a començaments del mes de setembre de l'any 210 aC, al palau de la prefectura de Shaqiu, que estava a dos mesos de distància de la capital Xiangyang. El primer ministre, Li Si, que l'acompanyava, estava greument preocupat que les noves de la seva mort poguessin provocar una revolta general a tot l'imperi, donades les polítiques brutals que havia imposat el govern, a més del ressentiment de la població forçada a treballar en projectes gegantins, com la Gran Muralla, al nord de la Xina, o el mausoleu de l'emperador. Portaria dos mesos al govern arribar a la capital i no seria possible aturar l'aixecament. Li Si decidí amagar la mort de l'emperador i tornar a Xiangyang.
La major part de l'elenc imperial que acompanyava a l'emperador no va ser informat de la seva mort, i cada dia Li Si entrava en la seva diligència, on se suposava que viatjava l'emperador, fent veure que discutien assumptes d'estat. La secreta naturalesa de l'emperador mentre vivia va permetre que aquesta estratagema funcionés i que no despertés dubtes entre els cortesans. Li Si va ordenar també que dos carros que contenien peix es posessin immediatament abans i després de la diligència de l'emperador. La idea era la d'evitar que la gent percebés la terrible pudor provinent de la diligència de l'emperador, on el seu cos es estava començant a descompondre en un estat força avançat. Passats dos mesos, Li Si i la cort imperial van arribar a Xiangyang on es va anunciar la notícia de la mort de l'emperador.
Qin Shi Huang no volia parlar sobre la mort i mai va escriure realment un testament. Després de la seva mort, Li Si i el cap eunuc Zhao Gao va persuadir al seu segon fill, Huhai, perquè inventés el testament de l'emperador. Van obligar al seu primer fill Fusu a cometre suïcidi, van destituir del comandament de les tropes a Meng Tian, un partidari lleial de Fusu, i van matar també a la família de Meng. Huhai va esdevenir el segon emperador, Er Shi Huangdi, conegut pels historiadors com Qin Er Shi.
Qin Shi Huang va ser enterrat al seu mausoleu, amb els famosos guerrers de terracota, tomba que es troba prop de la moderna Xi'an, a la província de Shaanxi; però la seva cambra funerària encara ha de ser oberta.
Qin Er Shi no va ser ni de lluny tan capaç com ho va ser el seu pare. Les revoltes ràpidament brollaren, i quatre anys després de la mort de Qin Shi Huang, el seu fill va ser mort, el palau imperial i els arxius estatals cremats, i la dinastia Qin acabada.
La següent dinastia xinesa, la dinastia Han, va rebutjar el legalisme a favor del confucianisme, i va moderar les lleis, tot mantenint intactes les reformes polítiques i econòmiques bàsiques que va impulsar Qin Shi Huang. D'aquesta manera el seu esforç va trobar continuïtat al llarg dels segles i va esdevenir un tret característic de la societat xinesa.

## Mausoleu de Qin Shi Huang

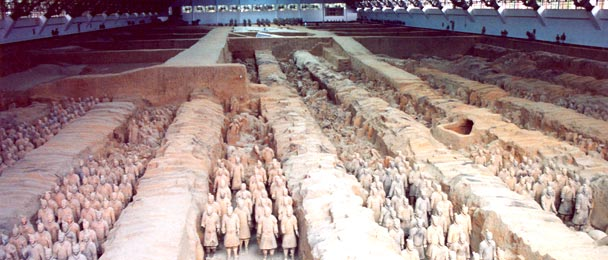
L'exèrcit de guerrers de terracota enterrat a Xian

El mausoleu de Qin Shi Huang és un recinte funerari de grans dimensions que inclou la tomba de Qin Shi Huang. A banda de la tomba de l'emperador, al complex també hi ha unes 400 tombes més i els coneguts guerrers de Xi'an, que ell mateix va manar construir durant el seu mandat.

## Debat sobre el nom
Després de conquerir els Estats independents de la Xina l'any 221 aC, ell va governar com a rei o emperador de la Xina. Ell va crear un nou títol, que es fa dir el primer emperador sobirà (en xinès: 始皇帝; pinyin: Shǐ Huang Di; Wade-Giles: Shih Huang-Di), abreujat com (皇帝).
- El caràcter (始) vol dir "en primer lloc".[13] Els hereus del primer emperador llavors seria anomenat, successivament, "Segon Emperador", "Tercer emperador" i així successivament, de generació en generació.[32]
- Els caràcters (皇帝) provenen de la mítics predecessors, els tres augustos i els cinc emperadors (三皇五帝), d'on s'extreuen els dos caràcters (皇帝).[33] Mitjançant l'addició d'aquest títol, confia a apropiar d'una part de l'anterior Emperador Groc (黄帝), la seva condició divina i el seu prestigi.[34]

Qin Shi Huang va néixer al mes xinès de Zheng (正), el primer mes de l'any en el calendari xinès (al segle iii aC l'any xinès començava abans del solstici d'hivern i no després com succeeix avui en dia) i, per tant, va rebre el nom de Zheng (政), sent tots dos caràcters utilitzats de manera intercanviable a l'antiga Xina. En aquells temps, la gent no unia el nom propi i el de la família com és costum actualment, així que és anacrònic referir-se a Qin Shi Huang com Qin Zheng. El nom propi no es feia servir mai, excepte pels parents propers, per tant és incorrecte també referir-se a Qin Shi Huang com a príncep Zheng o rei Zheng de Qin. Com a rei, se l'anomenava rei de Qin. Si hi hagués rebut un nom pòstum després de la seva mort, igual que el seu pare, hauria estat conegut pels historiadors com a Rei NN. (nom pòstum) de Qin, però això mai va succeir.
Després de conquerir l'últim estat xinès independent en el 221 a. de C., Qin Shi Huang va esdevenir el rei d'un estat de Qin que dominava tota la Xina, cosa que no tenia precedents. Ansiós de mostrar que ja no era més un simple rei, com els sobirans d'abans durant el període dels Regnes Combatents, va crear un nou títol, Huangdi (皇帝), combinant la paraula huang (皇) que es feia servir per referir-se als llegendaris tres Huang (Tres augustos) que van regnar a l'alba de la cultura xinesa, i la paraula di (帝) que es feia servir per referir-se als mítics cinc Di (sobirans) que van regnar immediatament després dels tres Huang. Aquests tres Huang-cinc Di van ser considerats governants perfectes, amb immensos poders i llargues vides. La paraula huang també significa 'gran' o 'magnífic'. La paraula di també es referia al déu suprem al cel, creador del món. Per tant, unint aquestes dues paraules, una cosa que ningú havia fet abans, Qin Shi Huang va simbolitzar un títol adient amb la seva característica d'unir el territori aparentment infinit dels regnes xinesos, és a dir, del món conegut (els antics xinesos, igual que els antics romans, creien que el seu imperi comprenia tot el món).
La paraula Huangdi va ser traduïda en la majoria dels llenguatges occidentals com a 'emperador', una paraula amb una llarga història que data de l'època de l'antiga Roma, i que els europeus consideraven superior a la paraula 'rei'. Qin Shihuang va prendre el nom de Primer emperador (Shi Huangdi, literalment, emperador que comença). Va abolir els noms pòstums, pels que els antics reis eren coneguts després de la seva mort, jutjats inapropiats i contraris a la pietat filial, i va decidir que les generacions futures es referirien a ell com a Primer emperador (Shi Huangdi), el seu successor seria conegut com el Segon emperador (Er Shi Huangdi, literalment, emperador de segona generació), el successor del seu successor com Tercer emperador (San Shi Huangdi), i així successivament, durant deu mil generacions, ja que se suposava que la casa imperial governaria la Xina per sempre ('deu mil' és equivalent a 'per sempre' en xinès, a més de connotar 'bona fortuna').
Qin Shi Huang s'havia convertit llavors en el primer emperador de l'estat de Qin. El nom oficial de la recentment unificada Xina era encara Estat de Qin, havent assimilat Qin a la resta d'estats. El nom Xina (中华o中国) mai es va usar oficialment per al país de la Xina fins al 1912, quan es va fundar la República de la Xina (中华民国). Els contemporanis de l'època anomenaven l'emperador "Primer Emperador" desfent-se del "de l'estat de Qin", que era obvi sense necessitat de dir-ho. No obstant això, poc després de la mort de l'emperador, el seu règim es va enfonsar, i la Xina va ser assetjada per una guerra civil. Més tard, en el 202 aC la dinastia Han acorda unificar la Xina completa, que va començar a anomenar a partir de llavors l'estat de Han (汉国), que també pot ser traduït com l'imperi de Han Qin Shi Huang no podia ser cridat més temps el Primer Emperador, ja que això implicaria que era el primer emperador de l'estat de Han Va començar llavors l'hàbit de precedir el seu nom amb Qin (秦), que no es fa ja més a l'estat de Qin, sinó a la dinastia Qin, una dinastia que és reemplaçada per la dinastia Han La paraula Huangdi (emperador) en el seu nom, va ser escurçada per huang, així que se li va arribar a conèixer com Qin Shi Huang. Potser Huangdi va ser escurçat per obtenir un nom de tres ideogrames, que coincideix amb els noms de tres ideogrames del poble xinès (que rarament han utilitzat al llarg de la història noms de quatre o més).
Aquest nom, Qin Shi Huang (és a dir, primer emperador de la dinastia Qin) és el nom que apareix en els Records històrics escrits per Sima Qian. I és el nom que es prefereix a la Xina quan es fa referència al Primer Emperador. Els occidentals ocasionalment escriuen Qin Shi Huangdi, que és una elecció poc encertada, ja que ignora les convencions xineses en els noms.

## Qin Shi Huang a la historiografia
A la historiografia xinesa tradicional, el primer emperador era gairebé sempre retratat com un tirà brutal, supersticiós (resultat del seu interès en la immortalitat i en la seva obsessió per la seva possible assassinat) i de tant en tant com un governant mediocre. Els prejudicis ideològics contra l'estat legalista de Qin es van establir en una data tan primerenca com el 266 aC, quan el filòsof confucianista Xun Zi les va comparar amb les tribus bàrbares i va escriure "Qin té el cor d'un tigre o un llop ... [ i és] avariciós, pervers, ansiós de beneficis, i gens sincer."
Posteriorment, els historiadors confucians han condemnat l'emperador que havia cremat els clàssics i enterrat vius a estudiosos confucians. Van compilar la llista dels "Deu crims de Qin" per destacar les seves terribles accions. El famós poeta i home d'estat de l'època Han, Jia Yi, va concloure el seu assaig Les faltes de Qin amb el que s'anava a convertir en el judici habitual confucianista de les raons del col·lapse de Qin. L'assaig de Jia Yi, admirat com una obra mestra de la retòrica i el raonament, va ser copiat dins de dues històries Han i ha tingut una influència d'un gran abast en el pensament polític xinès com una il·lustració clàssica de la teoria confuciana. Ell explicà la suprema debilitat de Qin com el resultat de la despietada recerca de poder del seu governant, el mateix factor que li havia fet tan poderós; perquè com Confuci havia ensenyat, la força d'un govern està basada, en la seva darrera instància, en el suport del poble i la direcció virtuosa del governant.
A causa d'aquest sistemàtic prejudici confucianista per part dels estudiosos de l'època Han, moltes de les històries conservades sobre Qin Shi Huang són d'un dubtós valor històric i moltes van ser inventades per emfatitzar els seus trets negatius.
Per exemple, l'acusació que va fer executar a 460 savis enterrant-los vius amb només els seus caps per damunt de la superfície, i després fer-los decapitar; és almenys poc probable que sigui completament veritat i també és probable que l'incident fos inventat per crear una llegenda de màrtirs confucianistes. Hi ha també històries variades sobre la ira del Cel contra el Primer Emperador, com la història d'una pedra caiguda del cel llaurada amb paraules de denúncia contra l'emperador i profetitzant el col·lapse del seu imperi després de la seva mort. Gairebé totes aquestes han estat desacreditades pels moderns sinòlegs i titllades d'enraonies i llegendes. La major part d'elles van ser elaborades per desacreditar la imatge del primer emperador.
Només en els temps moderns han estat els historiadors capaços de penetrar més enllà dels límits de la historiografia tradicional xinesa. El rebuig polític de la tradició confuciana com un impediment a l'entrada de la Xina en el món modern va obrir el canvi perquè sorgissin noves perspectives. En les tres dècades després de la caiguda de la dinastia Qing i l'esclat de la Segona Guerra Mundial, amb la cada vegada més profunda insatisfacció amb la debilitat i falta d'unitat de la Xina, va sorgir una apreciació nova de l'home que havia unificat la Xina. En el temps en què escrivia, quan el territori xinès estava sent envaït per nacions estrangeres, el destacat historiador del Guomindang, Xiao Yishan, va emfatitzar el paper de Qin Shi Huang en repel·lir els bàrbars del nord, particularment en la construcció de la Gran Muralla. Un altre historiats, Ma Feibai (马非百), va publicar el 1941 una completa biografia revisionista del Primer emperador titulada Qin Shi Huangdi Zhuan (秦始皇帝传).
Amb l'arribada de la revolució comunista el 1949, noves interpretacions van sortir a la superfície. L'establiment del nou i revolucionari règim va significar una altra revaluació del Primer Emperador, aquesta vegada seguint la teoria marxista. La nova interpretació que es donava de Qin Shi Huang era generalment una combinació de visions modernes i tradicionals, però essencialment crítica.